# Democrazia inclusiva
La democrazia inclusiva è un sistema politico-economico socialista libertario, che mira a conseguire una società egualitaria retta da una democrazia diretta di stampo ateniese e caratterizzata da un'economia collettivista ed autogestionaria, strutturata a metà strada tra un sistema privo di mercato basato sulla pianificazione decentralizzata ed uno d'impronta più mutualistica, fortemente legata ai principi dell'ecologia sociale. Tale progetto è emerso dal lavoro Per una Democrazia Globale, dell'economista, filosofo politico ed attivista greco Takis Fotopoulos. Nel corso degli anni, questa teoria è stata sviluppata nei giornali internazionali Democracy & Nature e The International Journal of Inclusive Democracy.
Tale sistema è stato definito dallo stesso Fotopoulos «una nuova concezione di democrazia, che, usando quale punto di partenza la sua definizione classica, esprime la democrazia in termini di democrazia politica diretta, democrazia economica (al di là dei confini dell'economia di mercato e della pianificazione di Stato), così come democrazia in ambito sociale e democrazia ecologica. In breve, la democrazia inclusiva è una forma d'organizzazione sociale che reintegra la società con l'economia, la politica e la natura. Il concetto di democrazia inclusiva è derivato da una sintesi di due tradizioni storiche maggiori, la democratica classica e quella socialista, sebbene comprenda anche i movimenti ecologisti radicali, femministi, e di liberazione nel Sud.».

### Video
- Intervista a Takis Fotopoulos, su video.google.com (archiviato dall'url originale il 4 giugno 2011).
- Parte 1, parte 2, parte 3
- Parte 1, Parte 2, Parte 3